# Station Fiskerton
Fiskerton is een spoorwegstation van National Rail in Fiskerton, Newark and Sherwood in Engeland. Het station is eigendom van Network Rail en wordt beheerd door East Midlands Railway. 